# Ralf Witzel
Ralf Witzel (* 25. März 1972 in Essen) ist ein deutscher Politiker (FDP).

## Ausbildung und Beruf
Witzel besuchte das Stadtwald-Gymnasium in Essen und legte dort 1991 sein Abitur ab. Anschließend besuchte er für ein Jahr die Höhere Handelsschule für Wirtschaft und Verwaltung. Bis 1999 studierte Witzel Betriebswirtschaftslehre (mit den Schwerpunkten Personalmanagement und Unternehmensführung sowie Sozialpolitik) an der Universität-Gesamthochschule Essen. Nach seinem Examen 1999 war er bis 2005 Personalreferent für Führungskräfteentwicklung und internationales Personalmanagement.

## Familie
Ralf Witzel ist ledig.

## Partei
Witzel ist Mitglied der FDP seit 1988. Er war Landesvorsitzender der Liberalen Schüler NRW von 1990 bis 1992. Von 1994 bis 2003 war er Vorsitzender des Landesverbandes NRW der Jungen Liberalen. Seit 2002 ist Witzel Vorsitzender des FDP-Kreisverbandes Essen und seit 2010 Vorsitzender des FDP-Bezirksverbandes Ruhr. Er ist Mitglied des Landesvorstandes Nordrhein-Westfalen der FDP seit 1994.

## Abgeordneter
Ralf Witzel ist seit dem 2. Juni 2000 Abgeordneter des Landtags Nordrhein-Westfalen. Er wurde stets über die Landesliste seiner Partei gewählt und kandidierte seit 2005 daneben im Landtagswahlkreis Essen IV, wo er 12,2 % (2000, als der Wahlkreis noch die Bezeichnung Essen VI trug), 6,5 % (2005), 5,1 % (2010), 6,1 % (2012), 10,1 % (2017) und 5,3 % (2022) der Erststimmen erreichte. Von 2000 bis 2005 war er Bildungspolitischer Sprecher der FDP Landtagsfraktion und seit 2005 Parlamentarischer Geschäftsführer der FDP-Fraktion, sowie Mitglied im Ältestenrat, im Hauptausschuss (inkl. Medien, Bundesratsangelegenheiten) und im Ausschuss für Schule und Weiterbildung. Seit 2017 ist er stellvertretender Vorsitzender der FDP-Landtagsfraktion.
2002 verknüpfte er das „Projekt 18“ der FDP mit den bis dahin bekannten 18 Opfern des Erfurter Amoklaufes: „Das ist nicht die Art, wie wir uns das Projekt 18 vorstellen.“ Witzel entschuldigte sich in einer Pressemitteilung: „Meine eigentliche Sprachlosigkeit und Trauer angesichts des schrecklichen Ereignisses haben ein gänzlich falsches Ventil gefunden.“
2007 behauptete Thomas Trampe-Brinkmann in einer Debatte im  Landtag Nordrhein-Westfalen, Witzel habe einen Antrag auf Schulessen mit den Worten „Wer immer die neueste Satellitenschüssel auf dem Dach und viel Alkohol im zu Hause hat, dem müssen wir nichts zusätzlich finanzieren“ abgelehnt. Witzel verwahrte sich in der Sitzung gegen die Behauptung Trampe Brinkmanns und verwies auf das Wortprotokoll der Ausschusssitzung und die Einrichtung eines Härtefonds des Landes, der „eine Mittagsverpflegung für 50.000 Jugendliche sicherstellt“.
Das Wortprotokoll der  Ausschusssitzung führt an, dass Witzel gesagt hatte, „Kindergesundheit und damit einhergehend eine gesunde Ernährung seien Selbstverständlichkeiten. Eine ordentliche Mittagsverpflegung sei insofern vonnöten. [...] Dort, wo Finanzierungsschwierigkeiten auftauchten, seien nicht in allen Fällen objektiv die finanziellen Probleme der Familien ursächlich. [...] Eltern etwa, die ihren Kindern Geld für Fast Food mitgäben, sparten nicht. [...] Er rate zu einer differenzierteren Betrachtung, wo tatsächlich finanzielle Beweggründe [...] ausschlaggebend seien. Es gebe auch Familien, in denen [...]  man immer die neueste Satellitenschüssel auf dem Dach habe, in großen Mengen Alkohol und anderes konsumiert werde, aber nicht den Kindern vernünftige Ressourcen einer gesunden Ernährung zur Verfügung gestellt würden. Da das Problem sehr komplex ausfalle, gebe es keine standardisierte Antwort. [...] [Er] spreche sich für eine punktgenaue Steuerung an den Stellen aus, an denen es finanziellen Ausgleichsbedarf gebe.“